# Abròcomes (príncep)
Abròcomes (Abrocomas, Abrokómas Ἀβροκόμας) fou un príncep persa, fill del rei Darios I el Gran de Pèrsia i de Frataguna, filla d'Artanes.
Va participar en la guerra contra els grecs i va morir al costat del seu germà Hiperantes en la batalla de les Termòpiles, segons esmenta Heròdot.